# Gastromyzon farragus
Gastromyzon farragus är en fiskart som beskrevs av Tan och Leh 2006. Gastromyzon farragus ingår i släktet Gastromyzon och familjen grönlingsfiskar. Inga underarter finns listade i Catalogue of Life.